# Кримска астрофизическа обсерватория
| Открити малки планети: 1285 | Открити малки планети: 1285 |
| --------------------------- | --------------------------- |
| 2094 Магнитка               | 12 октомври, 1971           |
| 2163 Корзак                 | 16 септември, 1971          |
| 2170 Белорусия              | 16 септември, 1971          |
| 2406 Орелска                | 20 август, 1966             |
| 4426 Рьорих                 | 15 октомври, 1969           |
| 2698 Азербайджан            | 11 октомври, 1971           |
| 2949 Каверзнев              | 9 август, 1970              |
| 4004 Листев                 | 16 септември, 1971          |
| 4466 Абай                   | 23 септември, 1971          |
| 4916 Брумберг               | 10 август, 1970             |
| 4917 Юрилвовия              | 28 септември, 1973          |
| 5706 Финкелщайн             | 23 септември, 1971          |
| 18284 Церетели              | 10 август, 1970             |

Кримската астрофизическа обсерватория е научноизследователски институт, който се намира в Бахчисарайски район, на полуостров Крим, Украйна.
Създадена е на 30 юни 1945 година. От 1947 година издава собствения бюлетин Бюлетина на Кримската астрофизическа обсерватория.